# Gonomyia ravana
Gonomyia ravana är en tvåvingeart som beskrevs av Alexander 1962. Gonomyia ravana ingår i släktet Gonomyia och familjen småharkrankar. Inga underarter finns listade i Catalogue of Life.